# Gnaeus Papirius Aelianus Aemilius Tuscillus

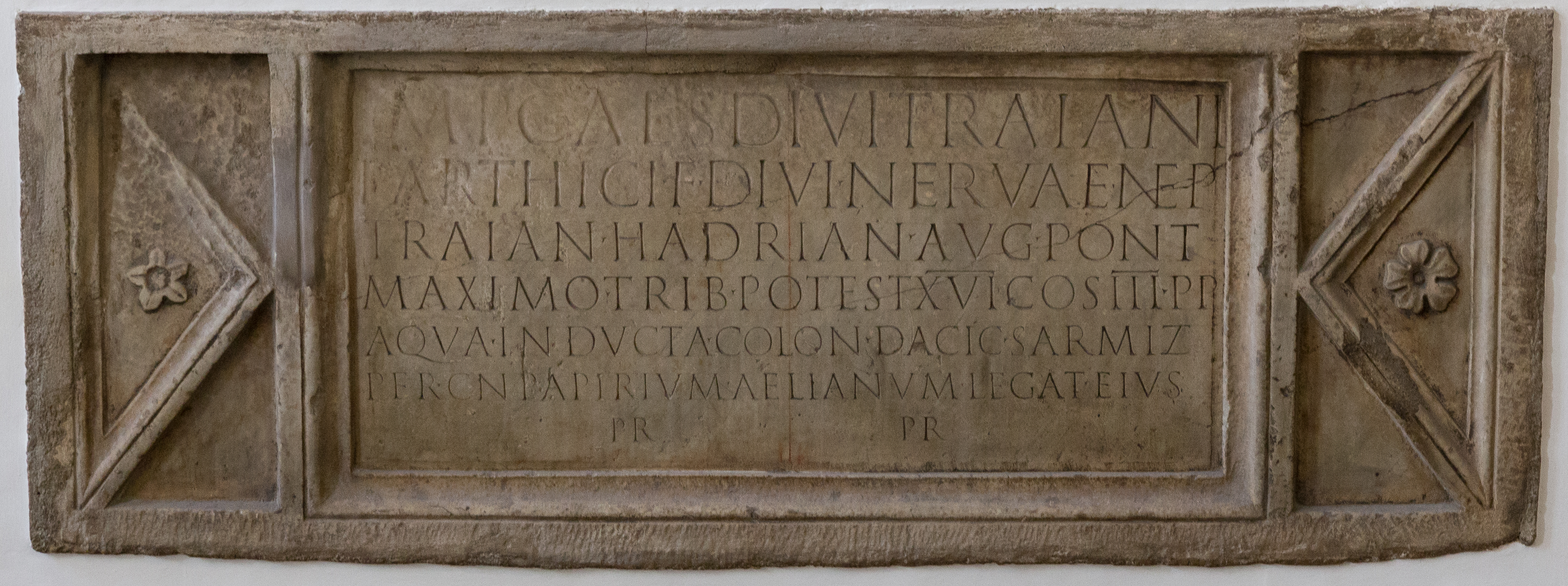
Die Inschrift

Gnaeus Papirius Aelianus Aemilius Tuscillus war ein römischer Politiker und Suffektkonsul im Jahr 135.
Von den Stationen des cursus honorum des Gnaeus Papirius Aelianus Aemilius Tuscillus ist zunächst bekannt, dass er nach einem Inschriftenfragment aus Granada um 124 Quästor in der „senatorischen“ Provinz Achaia war, danach um 126 als Volkstribun sowie um 128 als Prätor amtierte und anschließend Legat der Legio XIIII Gemina war, die in Carnuntum in der Provinz Pannonia superior (Oberpannonien) stationiert war.
Von Kaiser Hadrian wurde er sodann zum Statthalter der Provinz Dacia superior ernannt. Diese Funktion bekleidete er etwa von 132 bis 134 und vollendete dabei den Bau der Wasserleitung nach Ulpia Traiana Sarmizegetusa (im heutigen Rumänien). Durch Militärdiplome ist nachgewiesen, dass er Ende 135 zusammen mit Publius Rutilius Fabianus Suffektkonsul war. Schließlich belegt ein Militärdiplom aus Chester, dass er unter Kaiser Antoninus Pius als Nachfolger des Quintus Lollius Urbicus 146 konsularischer Statthalter der Provinz Britannien war.
Sein Sterbedatum ist unbekannt. Der ordentliche Konsul von 184, Gnaeus Papirius Aelianus, war wahrscheinlich sein Enkel.